# Media Lovin' Toolkit
Media Lovin' Toolkit (MLT) est un cadre applicatif, en anglais, framework, libre et open source, sous licence GPL, d'édition et de montage vidéo non-linéaire. Il permet également la conversion et la diffusion de vidéos sous le système d’exploitation GNU/Linux.

## Fonctionnalités
MLT repose sur un système de « producteurs » (en anglais producers) permettant de gérer différents types de fichiers. Ceux-ci sont utilisés dans Kdenlive :
- Avformat Producer, basé sur ffmpeg, qui permet de prendre en charge de nombreux formats et codecs audio/vidéo ;
- Timewarp Producer, qui permet d'accélérer et de ralentir des séquences audio/vidéo ;
- Pixbuf Producer, basé sur GDK-PixBuf, qui est utilisé pour gérer les différents formats de fichiers d'images, qu'ils soient à image matricielle (en anglais bitmap) (comme PNG, TIFF, JPEG, XPM) ou vectorielle (comme SVG).

## Logiciels basés sur MLT
MLT est notamment utilisé par les éditeurs vidéo non-linéaires Flowblade, Kdenlive, Shotcut, ou encore le logiciel d'animation Synfig,. GNEVE, écrit en Lisp, permet d'éditer des vidéos avec ce framework au sein d'Emacs et utilise MLT, pour le traitement EDL (Edit Decision List).
OpenShot 1.x l'utilise également, après avoir utilisé GNonLin, bibliothèque qui avait valu des critiques au logiciel, et également utilisé par Pitivi.
Synfig l'utilise pour la gestion du son.